# Beli orlovi
Beli orlovi (srp. Бели oрлови), poznati još i kao šešeljevci ili osvetnici, bili su četnička paravojna formacija koja je sudjelovala u oružanim sukobima na teritorijima Hrvatske i BiH za vrijeme rata u Hrvatskoj i Bosni i Hercegovini.
Većina članova tih jedinica su se odredili kao četnici.
Najstrašnije zločine činili su u Slavoniji, Kordunu i Istočnoj Bosni, a među najstrašnijima je paljenje 130 staraca, žena i djece u Višegradu i pokolj 45 civila u Voćinu. Bili su također aktivni tijekom bitke za Vukovar. U optužnici Vojislavu Šešelju se navodi da su ubili preko 250 civila u pokolju na Ovčari.
Njihove formacije su bile aktivne i tijekom rata na Kosovu. Izvješća OESS-a govore da su zajedno s Arkanovim Tigrovima sudjelovali u progonu i ubojstvima Albanaca iz Peći.

## Vanjske poveznice
- Srbijanske paravojne formacije u posljednjim ratovima
- Paravojne formacije - Dušan silni, Beli orlovi, Srpski sokolovi